# Tenontosaurus dossi
Tenontosaurus dossi es una especie del género extinto Tenontosaurus ("lagarto de tendón") de dinosaurio ornitópodo iguanodontiano, que vivió a mediados del período Cretácico, entre aproximadamente 122 a 112 millones de años desde el Aptiense al Albiense, en lo que es hoy Norteamérica. En 2010, Gregory S. Paul le dio T. dossi habría sido un poco más grande que Tenontosaurus tilletti,  la especie tipo, con 7 metros y 1 tonelada. La longitud no es una buena indicación del peso en Tenontosaurus porque la cola es muy larga.  Es la segunda especie del género que se encontró solo en la Formación Twin Mountains que data del Aptiense, del condado Parker de Texas, la cual fue nombrada por Winkler, Murray y Jacobs en 1997. El nombre específico honra al ranchero James Doss en cuyo rancho se encontró el holotipo, FWMSH 93B1. Doss donó el esqueleto al Museo de Ciencia e Historia de Fort Worth. Consiste en un esqueleto parcial. Se ha asignado a la especie un segundo esqueleto, FWMSH 93B2. La validez de la especie y su identidad con Tenontosaurus son controvertidas.